# Чортешти (Валча)
Чортешти (рум. Ciortești) насеље је у Румунији у округу Валча у општини Затрени. Oпштина се налази на надморској висини од 282 m.

## Становништво
Према подацима из 2002. године у насељу је живело 75 становника, од којих су сви румунске националности.